# Marguerite Perey
Marguerite Catherine Perey (19 tháng 10 năm 1909 – 13 tháng 5 năm 1975) là một nhà vật lý học người Pháp. Năm 1939, Perey phát hiện ra nguyên tố franci từ việc làm tinh khiết các mẫu lanthan chứa actini. Bà là học trò của Marie Curie. Năm 1962, bà là người phụ nữ đầu tiên được bầu cử vào Viện Hàn lâm Khoa học Pháp (Académie des Sciences), một vinh dự mà chính Curie cũng không có được. Perey mất vì ung thư năm 1975.

## Thiếu thời
Perey sinh năm 1909 tại Villemomble, Pháp, gần Paris nơi tọa lạc Viện Radium của Curie. Bà là con gái út của Emile Louis Perey và Anne Jeanne Ruissel. Mặc dù bà hi vọng học Y dược, nhưng sau khi cha bà mất đã đẩy gia đình bà vào rất nhiều khó khăn về tài chính. Bà đã đi phỏng vấn xin làm việc với Marie Curie lúc 19 tuổi, và đã được nhận vào làm. Bà theo học tại trường học Sư phạm kỹ thuật nữ, với bằng tốp nghiệp quốc gia về hóa học vào năm 1929..

## Làm việc trong ngành hóa
Perey mất cả chục năm để lọc ra actini từ tất cả các thành phần khác trong quặng urani, loại quặng mà Curie sau đó sử dụng trong nghiên cứu về tính phóng xạ của nguyên tố. Dù Curie mất năm 1934, nhưng phòng thí nghiệm vẫn tiếp tục hoạt động nghiên cứu về actini. Một vài năm sau, Perey lần đầu tiên đã thông báo rằng actini đã được bà tách ra với phóng xạ ngoài trông đợi. Các nghiên cứu sâu sau đó, bà đã có thể tách ra một nguyên tố mới và đặt tên nó là "francium" theo tên nước Pháp.
Sau phát hiện này, bà được nhận một khoảng trợ cấp để tiếp tục học đại học, và nhận bằng tiến sĩ của Sorbonne năm 1946. Bà từng làm trưởng bộ môn hóa học hạt nhân của đại học Strasbourg năm 1949 và tiếp cục công trình nghiên cứu về franci. Bà đã lập phòng thí nghiệm mà năm 1958 trở thành phòng thí nghiệp Hóa hạt nhân của Trung tâm nghiên cứu hạt nhân, nơi bà làm Giám đốc.
Từ đầu thập niên 1950, những cơn đau đã làm gián đoạn hoạt động của bà. Năm 1958, Tiến sĩ Warren, một người Mỹ, đã đưa bà đến Thụy Sĩ sử dụng máy quét toàn thân đã phát hiện nhiễm xạ toàn bộ bộ xương bởi chất actini bởi vì bà đã tiếp xúc với loại phóng xạ này nhiều lần trong suốt sự nghiệp của mình. Ung thư xương được chẩn đoán vào năm 1960. Bà phải dừng công việc của mình, sau đó chuyển đến Nice để điều trị trong một bệnh viện để bệnh, nhưng sức khỏe bà càng dần dần suy yếu. Trớ trêu thay, bà hy vọng rằng franci sẽ giúp chẩn đoán ung thư, nhưng trong thực tế, nó chính là chất gây ung thư, và Perey bị bệnh ung thư xương.
Những thành tựu của bà về vật liệu từ năm 1929-1975 được lưu giữ ở Université Louis Pasteur tại Strasbourg, bao gồm các sổ tay phòng thí nghiệm, các tài liệu đào tạo từ các công trình của bà là khi là một chuyên gia trong lĩnh vực hóa hạt nhân, giấy tờ khi bà điều hành ở vị trí giám đốc, và ấn phẩm.

## Ấn phẩm
- "Sur un élément 87, dérivé de l'actinium," Comptes-rendus hebdomadaires des séances de l'Académie des sciences, 208: 97 (1939).
- "Francium: élément 87," Bulletin de la Société chimique de France, 18: 779 (1951).
- "On the Descendants of Actinium K: 87Ac223," Journal de Physique et le Radium, 17: 545 (1956).

## Chức vụ
- 1929-34 Trợ lý giáo sư (preparateur) cho Marie Curie, Institut du Radium.
- 1934-46 Nhà hóa học về phóng xạ, Institut du Radium.
- 1946-49 Maitre de Recherches, Centre National de la Recherche Scientifique (CNRS), Institut du Radium.
- 1949- Professeur titulaire de la Chaire de Chimie Nucleaire, Universite de Strasbourg.
- 1950-63 Thành viên của Hội đồng Khối lượng nguyên tử (Atomic Weights Commission)

## Đào tạo
- Diplôme d'État de chimiste, École d'enseignement technique féminine, 1929.
- Doctorat des Sciences, Sorbonne 1946.

## Vinh danh
- Nhân viên của Légion d'Honneur 1960
- Grand Prix de la Ville de Paris 1960
- Được bầu cử vào viện Hàn lâm Khoa học Pháp (Paris) 1962. Phụ nữ đầu tiên của Viện này kể từ khi thành lập năm 1666.
- Giải Lavoisier của Académie des Sciences 1964
- Huy chương bạc của Société Chimique de France 1964
- Commandeur of the Ordre National du Mérite 1974